# ベリト・カウフフェルト
ベリト・カウフフェルト（Berit Kauffeldt、女性、1990年7月8日 - ）は、ドイツのバレーボール選手。ポジションはミドルブロッカー。ドイツ代表。

## 来歴
2008年、ドイツ代表に初選出される。同年6月のワールドグランプリの対トルコ戦にて代表デビューした。
2009年、8月に行われたワールドグランプリでは銅メダルを獲得した。2011年9月の欧州選手権で銀メダルを獲得した。同年11月のワールドカップに出場した。
2013-14シーズンよりイタリアセリエＡのイモコ・コネリアーノでプレーする。

## 球歴
- ワールドカップ - 2011年（6位）
- ワールドグランプリ - 2008年（8位）、2009年（3位）、2012年（7位）、2013年（11位）
- 欧州選手権 - 2011年（2位）

## 所属クラブ
- 1.VC Parchim（2006-2007年）
- シュヴェリーンSC（2007-2012年）
- Cuatto Giaveno Volley（2012-2013年）
- イモコ・コネリアーノ（2013-2014年）
- Impel Wrocław（2014-2015年）
- ロコモティフ・バクー（2015-2016年）
- Béziers Volley（2016-2017年）
- VBナント（2017-2018年）
- Schweriner SC II（2022-2023年）